# Menschen, dient aus frohem Triebe

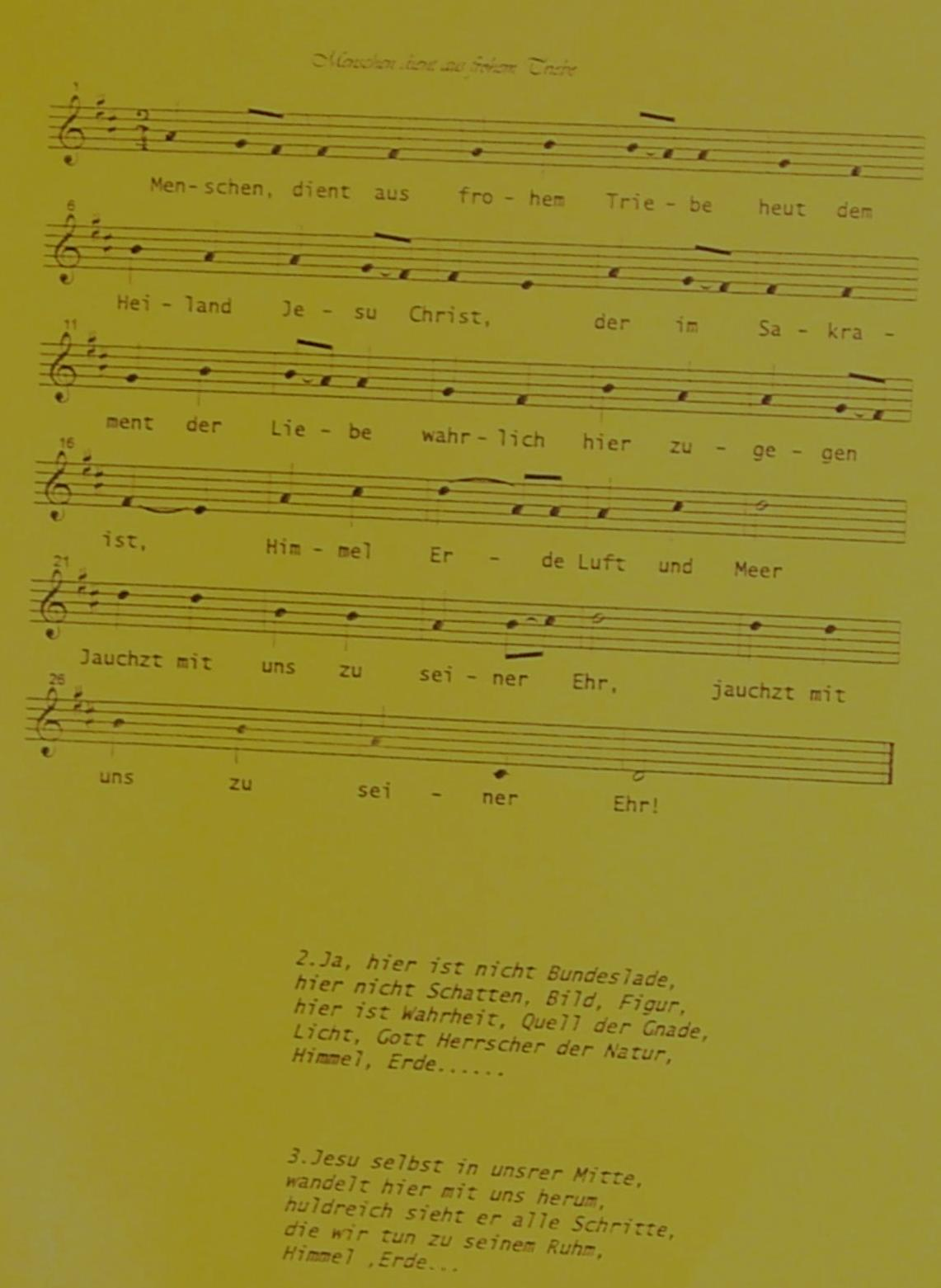
Liedzettel mit Melodie (Steinfurt); herausgegeben anlässlich eines Jubiläums 1996.

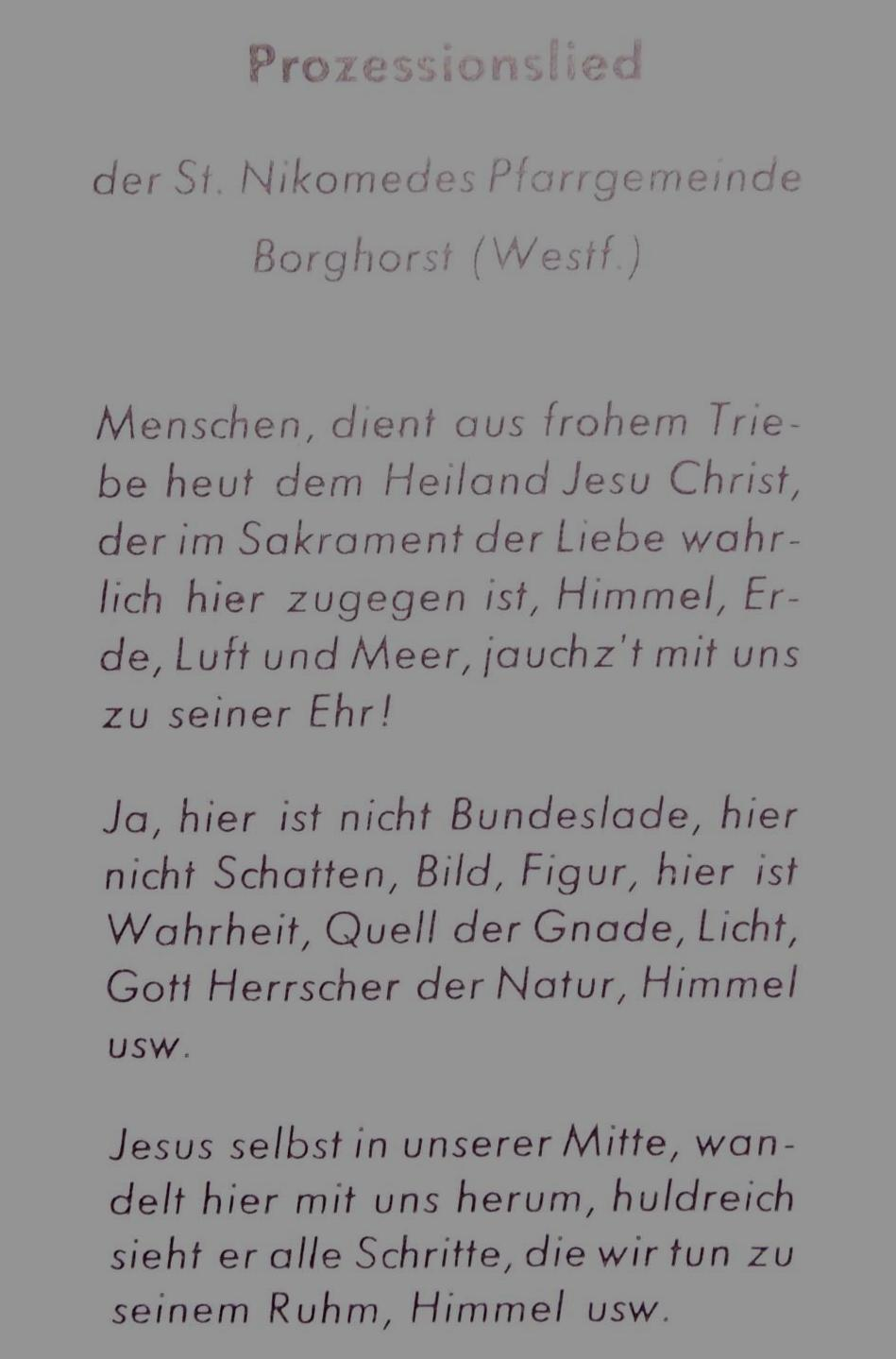
Einlegeblatt für die pfarreieigenen Gebetbücher. Version "Prozessionslied" von 1996.

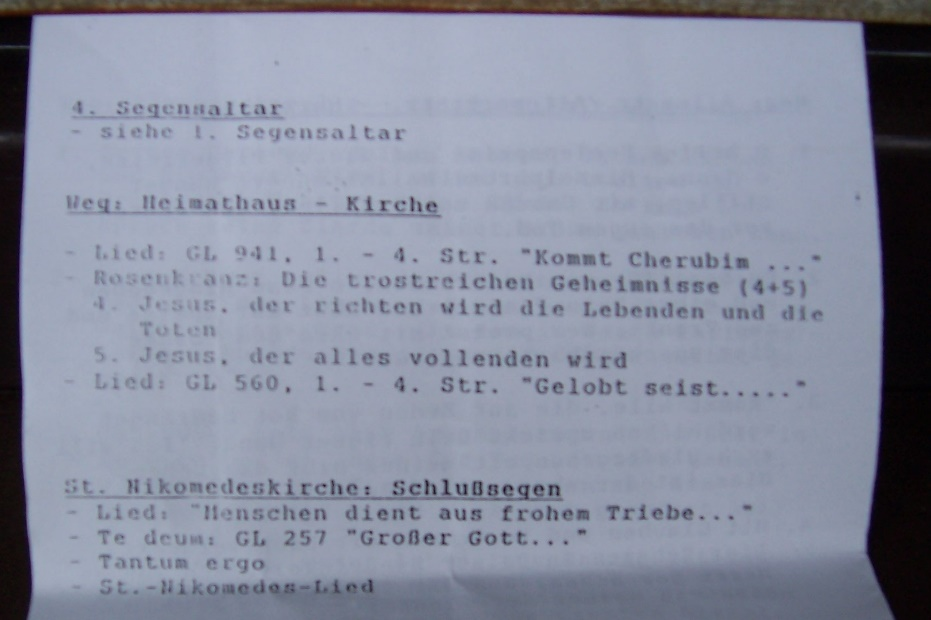
Liedplan für die Fronleichnamsprozession von St. Nikomedes Steinfurt vor 2002. Gelistet ist Menschen, dient... als Gesang in der Kirche am Ende der Prozession.

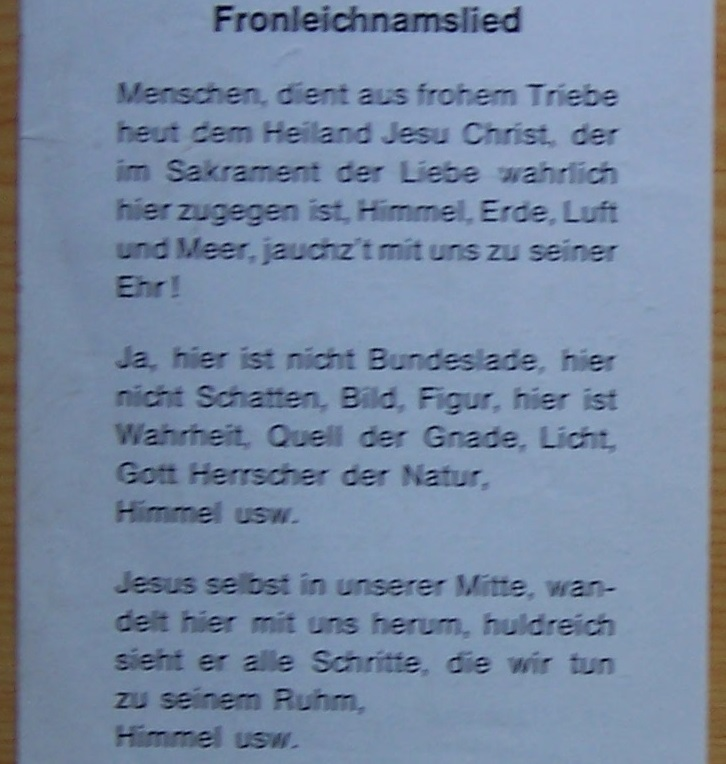
Einlegeblatt für die pfarreieigenen Gebetbücher. Version "Fronleichnamslied" von 1984.

Menschen, dient aus frohem Triebe ist ein ursprünglich siebenstrophiges katholisches Kirchenlied vom Beginn des 19. Jahrhunderts aus der Sammlung „Gesänge beim römisch-katholischen Gottesdienste, nebst angehängtem Gebetbuche“ des Christoph Bernhard Verspoell. Eine eigene Melodie hat dieses Lied im Verspoellschen Gesangbuch nicht gehabt, es wurde auf die eines Liedes zu Mariä Himmelfahrt („[Nr.] 92 wie [Nr.] 76“) gesungen. Es war Bestandteil der Neuauflagen dieses Gesangbuches 1829, 1840 und 1850 bis zur Herausgabe eines ersten wirklichen Diözesangesangbuches 1865. In die Listen von deutschsprachigen Einheitsliedern von 1916 und 1947/1949 wurde es nicht aufgenommen. Im 2013 erschienenen Gemeinsamen Gebet- und Gesangbuch Gotteslob ist es nicht enthalten, ebenfalls nicht in dessen Ausgabe von 1975. Das Bistum Trier schlägt in einer Broschüre (1992) für Pfarreien bezüglich Fronleichnam dieses Lied vor. In dem Liedanhang der Broschüre ist Menschen dient aus frohem Triebe folglich enthalten.

## Theologische Einordnung
Menschen, dient aus frohem Triebe ist ein Lied zum Singen bei eucharistischen Prozessionen, in der 1829er-Ausgabe gelistet in der Rubrik „Lieder bei den Prozessionen mit dem hochwürdigsten Gut“. Es bringt textlich den katholischen Glauben an die Realpräsenz Gottes in der Eucharistie zum Ausdruck („wahrlich hier zugegen ist“ oder „Jesus selbst in unserer Mitte, wandelt hier mit uns herum“). Eine andere Passage deutet die Eucharistie als Abschluss des Alten Bundes und Stiftung eines Neuen Bundes Gottes mit den Menschen („...hier ist nicht Bundeslade... hier [ist] nicht Schatten, Bild, Figur... [sondern] ...hier ist Wahrheit, Quell der Gnade, Licht, Gott Herrscher der Natur“). Die gleiche Metapher (Licht, das Nacht und Schatten vertreibt) findet sich in der Sequenz Lauda Sion des mittelalterlichen Theologen Thomas von Aquin  („Deinem Heiland deinem Lehrer“): Vestustatem novitas, umbram fugat veritas, noctem lux eliminat, in der Übertragung von Franz Xaver Riedel: „Und der Wahrheit muss das Zeichen, Altes vor dem Neuen weichen: Nacht vertreibt des Lichtes Strahl“. Dieser von der Substitutionstheologie bestimmte Gedanke von der Überbietung des Judentums durch das Christentum wird seit dem Zweiten Vatikanischen Konzil jedoch korrigiert durch die Aussage, dass das Volk des Neuen Bundes mit dem „Stamme Abrahams“, dem Judentum, „geistlich verbunden“ sei. Papst Johannes Paul II. sprach wiederholt davon, dass der Alte Bund von Gott nie widerrufen worden sei. Der Katechismus der Katholischen Kirche (1997) nahm diese Formulierung auf, die ähnlich auch in der protestantischen Theologie seit einigen Jahrzehnten vertreten wird.

## Rezeption
Im Gegensatz zu vielen anderen der Verspoell’schen Lieder wurde es nicht in die Erstausgabe des „Gesang- und Gebetbuch[es] für das Bisthum Münster“ (1865 herausgegeben vom damaligen Diözesanbischof Johann Georg Müller) übernommen. Trotzdem war es im Prozessions-Büchlein für die Stadt Münster noch 1885 vorgesehen als Gesang bei der Großen Prozession auf dem Weg von der Servatii- zur Ludgeri-Kirche, obwohl ansonsten Lieder und Gebete vorgesehen waren, die auch im Diözesangesangbuch standen. Es findet sich des Weiteren in einem handschriftlich erstellten undatierten Gesangbuch einer Jünglingssodalität aus Riesenbeck (Kreis Steinfurt, Nordrhein-Westfalen). Ein Gesangbuch einer münsterischen Jünglingssodalität aus dem Jahr 1822 beinhaltet es ebenfalls. Vereinzelt ist es bis heute erhalten und lokal aktuell geblieben. Die St.-Nikomedes-Pfarrei in Steinfurt-Borghorst hat drei Strophen dieses Liedes als „pfarreieigenes“ Fronleichnams- oder Prozessionslied behalten, und dort wurde es noch bis nach der Wende zum 3. Jahrtausend zu entsprechenden Anlässen (Vierzigstündiges Gebet am 1. Fastensonntag, Fronleichnam, Ewiges Gebet am Patronatsfest) gesungen. Die Herausgabe erfolgte über kleine Einlegeblätter, die eine örtliche Druckerei anfertigte. Die in Steinfurt-Borghorst verwendete Melodie ist die, welche das Verspoellsche Gesangbuch dafür vorgesehen hat und unterscheidet sich deshalb von der im Folgenden erwähnten außerdiözesanen Variante.
Das Chorbuch "Cäcilia" von Joseph Schiffels (Münster, Verlag Heinrich Schöningh, Ende 19 Jhdt.) enthält im Band III das Lied "Menschen dient aus frohem Triebe" als (eucharistischen) "Festgesang" unter der Nr. 46/S. 42. Die dortige Melodie ist aber die u. g Version aus dem Bistum Trier und nicht die des Verspoellschen Gesangbuches. In "Cäcilia" wird als Ursprung "Gesangbuch v. Fulda 1781" angegeben; das zu der Zeit in Fulda aufgelegte Gesangbuch
"Der nach dem Sinne der katholischen Kirche singende Christ" enthält es jedoch nicht.
Neben dem Bistum Münster ist es im Bistum Trier nachweisbar; im Diözesangesangbuch von 1955 stand es dort unter der Nummer 130 mit dem Hinweis „T 1810 W 1766“; allerdings sind nur die ersten beiden Strophen mit der von Verspoell herausgegebenen Version nahezu vergleichbar, die anderen beiden sind Bearbeitungen. Es gehört zum traditionellen Prozessionslieder-Repertoire für Musikkapellen. Die Melodie im Trierer Diözesangesangbuch geht zurück auf das katholische "Gesangbuch der Saganischen Schulen" von 1766. Darin ist sie Melodie Nr. V. (5.) und verwendet worden für ein marianisches Lied, für eine deutschsprachige Paraphrase des Ave Maria. Der Verfasser der Lieder dieses Gesangbuches ist Ignaz Franz. Diese Melodie wird im 21. Jahrhundert im Vatikan (gelegentlich?) für das Tantum Ergo verwendet. Davon ausgehend gibt es eine italienischsprachige Paraphrase des Tantum Ergo (Adoriamo il Sacramento) auf genau diese Melodie von 1766. Im Erzbistum Luxemburg  ist das Lied ebenfalls bekannt, wird jedoch auf die Melodie des Erstkommunionliedes „Unserm Herzen soll die Stunde“ gesungen.
Eine Umdichtung wird als Lied zu Ehren der hl. Barbara gesungen, die ebenfalls mit der Zeile „Menschen, dient aus frohem Triebe“ beginnt.

## Menschen, dient aus frohem Triebe (1996)
Melodie- und Textversion aus dem Bistum Münster (wie 1810):
| 2. Ja, hier ist nicht Bundeslade, hier nicht Schatten, Bild, Figur, hier ist Wahrheit, Quell der Gnade, Licht, Gott, Herrscher der Natur. Himmel, Erde, Luft und Meer, jauchz’t mit uns zu seiner Ehr. | 3. Jesus selbst in unsrer Mitte wandelt hier mit uns herum, huldreich sieht er alle Schritte, die wir tun zu seinem Ruhm. Himmel, Erde, Luft und Meer, jauchz’t mit uns zu seiner Ehr. |